# Ozero Gorodno (sjö i Belarus, Vitsebsks voblast, lat 55,15, long 29,83)
Ozero Gorodno (ryska: Озеро Городно) är en sjö i Belarus.   Den ligger i voblasten Vitsebsks voblast, i den nordöstra delen av landet, 200 km nordost om huvudstaden Minsk. Ozero Gorodno ligger 127 meter över havet. Arean är 0,68 kvadratkilometer. Den sträcker sig 1,4 kilometer i nord-sydlig riktning, och 1,6 kilometer i öst-västlig riktning.
I omgivningarna runt Ozero Gorodno växer i huvudsak blandskog. Runt Ozero Gorodno är det glesbefolkat, med 18 invånare per kvadratkilometer.